# Edward Pigott
Edward Pigott (Whitton, 1753 – Bath, 17 giugno 1825) è stato un astronomo britannico.
Figlio dell'astronomo Nathaniel Pigott (1725–1804) e di Anna Mathurine de Bériot (1727–1792), visse in Inghilterra, Francia e Galles. Lavorò fin da giovane con il padre astronomo, osservando, tra l'altro, anche il transito di Venere del 3 giugno 1769. Il 23 marzo 1779 scoprì una nebulosa nella Chioma di Berenice, che in seguito divenne nota come M64. La scoperta avvenne solo 12 giorni prima di quella di Bode e circa un anno prima della scoperta indipendente di Charles Messier. Forse a causa della sua tardiva pubblicazione, la scoperta originale di Pigott è finita nel dimenticatoio e la sua nebulosa non fu apparentemente mai identificata, fintanto che l'informazione fu recuperata dal gallese Bryl Jones.
Il 17 novembre 1783 scoprì la Grande Cometa del 1783, scoperta indipendentemente anche da Pierre Méchain e osservata da diversi astronomi, incluso Charles Messier.
Scoprì la variabilità di Eta Aquilae il 10 settembre 1784; era la prima variabile conosciuta che faceva parte del gruppo delle variabili Cefeidi e la scoperta avvenne quando solo una dozzina di variabili erano conosciute, e ben sei di esse erano novae e supernovae.
Nei seguenti anni Pigott lavorò spesso con il suo amico John Goodricke, che poi morì nel 1786, osservando la variabilità di Delta Cephei.
Scoprì anche, nel 1795, le variabili R Coronae Borealis e R Scuti.
L'asteroide 10220 Pigott, scoperto il 20 ottobre 1997 da Roy A. Tucker e precedentemente designato 1997 UG7, fu così denominato in suo onore. Tucker ha anche titolato il proprio osservatorio Goodricke-Pigott, in onore dei due colleghi astronomi.